# 長野雅弘
長野 雅弘（ながの まさひろ、1956年11月10日 - ）は、日本の教育者。松本大学客員教授、松商学園高等学校校長。

## 来歴
1956年11月10日、愛知県名古屋市瑞穂区で生まれる。1980年南山大学外国語学部英米学科卒業。1980年、愛知県立岡崎商業高等学校に勤務。1981年、愛知女子高等学校（名古屋市、現校名・啓明学館高等学校）に赴任。
2001年、一宮女子高等学校（一宮市、現校名・修文女子高等学校）に教頭として赴任。2002年同校の校長・常任理事に就任。2005年平安女学院中学校・高等学校（京都市上京区）校長・理事に就任。2006年常盤木学園高等学校（仙台市青葉区）校長・理事に就任。2009年、聖徳大学附属聖徳中学校・聖徳高等学校（2010年、聖徳大学附属取手聖徳女子中学校・高等学校に校名変更。茨城県取手市）校長に就任。同年、教育課程特例校に指定される（女子教育での特例校指定は全国初。週二回女子教育特別プログラムに基づく授業を実施）。
2012年、聖徳大学児童学部教授に就任。2014年、日本私立中学高等学校連合会評議員。2015年、同連合理事。2016年、聖徳大学附属取手聖徳女子中学校・高等学校校長を退任、水戸女子商業学園評議員に就任。NPO法人次世代育成フォーラム・リスタ理事長就任。2018年、東京都市大学付属中学校・高等学校（東京都世田谷区）校長、東京都市大学客員教授に就任。学校法人五島育英会理事に就任。
2021年、学校法人松商学園理事、松本大学客員教授、松商学園高等学校校長に就任。
茨城県女性会館レイクエコー運営協議会委員、茨城県私学協会副会長、取手市いじめ条例制定委員会委員長、日本アクティブラーニング学会理事など、各種役員を歴任した。茨城新聞「論壇」、常陽新聞教育コラム、公益社団法人私学経営研究会『私学経営』などに連載を持った。

## 人物
- 愛知県名古屋市生まれ。アメリカ文学と武道に熱中した南山大学外国語学部卒業後、教職に就く。敬愛する南山大学教育学教授の影響を大きく受け、公立高校の教員から私立高校の教員になる。英語科主任や進学指導室長等を経て、他校の教頭に就任[2]。その後上記の通り数校の校長職（計15年）、聖徳大学児童学部教授（内４期は聖徳大学附属取手聖徳女子中学校高等学校長との兼務）などを務めた。

- 「学校再建校長」としてメディアへの出演が多い。また、各地の教育委員会等から「学校経営」・「学校管理職研修」・「教員研修」・「親子コミュニケーション」・「いじめ問題」についての講演や研修依頼が多い。
- 書籍、新聞、雑誌などの出版物への寄稿依頼が毎年相当数に上る。
- 公式ブログを開設しており、全国の教員や保護者からの相談を受け続けている。

## 著書
- 高校英語教科書指導書（三省堂）
- 子どもの可能性を伸ばす学校・見逃す学校（2005年8月4日、総合法令）
- ＴＨＥゲンバシリーズ- 実践！長野雅弘の学校改革
- 思春期の女の子の育て方（江藤真規との共著　2012年、ディスカヴァー・トゥエンティワン）
- 行動科学に基づいた驚異の「復習継続法」（石田淳との共著、2013年　パンローリング）
- 女の子の学力の伸ばし方　心の育て方（2014年2月25日、あさ出版）
- あなたの子どもは頭がいい！～小さな子どもの学力を、ラクに、グ～ンと伸ばす３つのお話～（2014年8月9日、パンローリング）
- 「勉強ができない」と思い込んでいる女の子とお母さんへ～思春期の『学力』を伸ばし『心』を育てる45の言葉～（2014年12月、学研教育出版）
- 女の子をラクに育てる本（諸富祥彦・島田裕巳・他との共著、2014年　別冊宝島）
- 校長先生　企業を救う（2015年6月、日本実業出版社）
- いじめからは夢を持って逃げましょう！（2017年6月、パンローリング）
- お母さんも娘も幸せになる「女の子の育て方」　（高濱正伸他との共著、2017年10月、洋泉社）

### 編集協力
- ニューセンチュリー和英辞典（三省堂）
- ウィズダム英和・和英辞典（三省堂）
- これで太鼓判 英語ウルトラ基礎編（1998年4月1日三省堂）

他 英語参考書・文法書多数